# Saint-Pierre-Laval
Saint-Pierre-Laval è un comune francese di 378 abitanti situato nel dipartimento dell'Allier della regione dell'Alvernia-Rodano-Alpi.

## Società

### Evoluzione demografica
Abitanti censiti